# Der Erlöser vom Mars
Der Erlöser vom Mars (Originaltitel: Jesus on Mars) ist ein Roman des amerikanischen Schriftstellers Philip José Farmer. Das dem Genre der Science-Fiction zuzuordnende Werk erschien ursprünglich 1979 in englischer Sprache, die deutsche Übersetzung wurde 1984 publiziert. Die Handlung des Romans konfrontiert die Mitglieder einer Mars-Expedition mit Jesus, der in menschlicher Gestalt auf dem Mars unter Menschen und Außerirdischen lebt, und schildert die Wiederkunft Jesu Christi mit Unterstützung außerirdischer Technik.

## Handlung

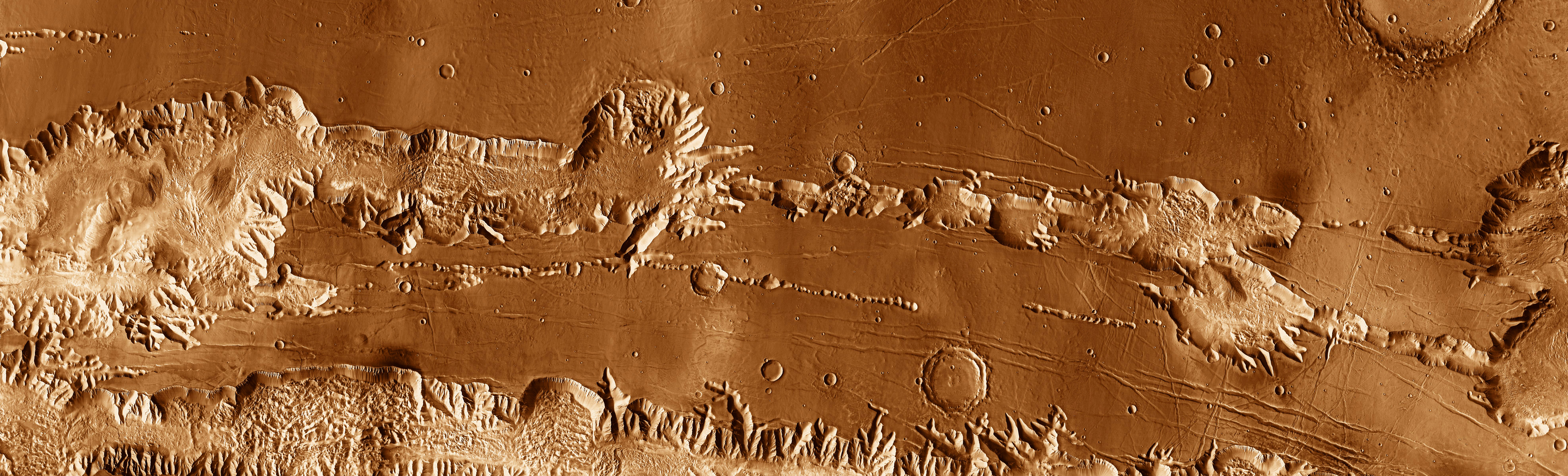
Tithonium Chasma, Ort der Landungsstelle im Roman.

Der Roman spielt im Jahre 2015, zum Zeitpunkt seines Erscheinens also 36 Jahre in der Zukunft. Sechs Jahre vor dem Beginn der Handlung hat die internationale Raumagentur IASA bekanntgegeben, dass ihr Roboter auf dem Mars ein Raumschiff außerirdischen Ursprungs entdeckt habe. Dies hat zur Entsendung der ersten bemannten Marsexpedition geführt. Die Mannschaft des Raumschiffs Aries ist international und hat einen vielfältigen religiösen und kulturellen Hintergrund: Kapitän Richard Orme, die Hauptfigur des Romans, ist ein schwarzer Kanadier baptistischer Konfession. Die weiteren Mitglieder der Raumschiffbesatzung sind der polnische Jude Avram Bronski, der iranische Muslim Nadir Shirazi und die französische Atheistin Madeleine Danton.
Nach ihrer Landung im Tithonium Chasma in den Valles Marineris beginnen die Raumfahrer mit der Untersuchung des fremden Raumschiffs, das ein Wrack zu sein scheint. Bald werden sie von Unbekannten ergriffen und zunächst in durchaus komfortablen Wohnungen gefangen gehalten. Diese liegen in einer kuppelförmigen Höhle von etwa 35 Meilen Durchmesser, die von einer unter der Kuppeldecke schwebenden künstlichen „Sonne“ erleuchtet wird, und in der sich die Siedlungen der „Marsianer“ befinden. Es zeigt sich, dass die marsianische Gesellschaft einerseits aus dem außerirdischen, humanoiden Volk der Krsh, andererseits aus Nachkommen von Menschen besteht, die von den Krsh vor fast 2000 Jahren aus dem römischen Palästina zum Mars gebracht worden waren. Die technologisch weit überlegenen Krsh, die die Erde auf einer Forschungsmission besucht und verletzte Menschen zur Behandlung und Erforschung auf ihr Raumschiff eingeladen hatten, waren in ein Raumgefecht mit einer anderen, aggressiven außerirdischen Spezies geraten und versteckten sich seither zusammen mit den Menschen vor dieser auf dem Mars. Krsh und Menschen bilden inzwischen eine einheitliche, offenbar stark von der Glaubensüberzeugung der Menschen geprägte Gesellschaft. Die Kommunikation mit der Gruppe der Raumfahrer erweist sich als nicht sehr schwierig, da sowohl der Linguist Bronski als auch ein Teil der Marsbewohner Koine-Griechisch beherrschen.
Diese Gesellschaft der Marsbewohner bekennt sich zu einer messianischen Variante des orthodoxen Judentums. So halten sie beispielsweise den Sabbat und die jüdischen Speisegesetze strikt ein, sind aber der Überzeugung, dass Jesus der Messias sei – und unter ihnen lebe. Ihre Christologie unterscheidet sich erheblich von der christlichen Lehre, indem sie Jesus zwar als den Messias betrachten, aber ausschließlich als Menschen und „angenommenen“, nicht leiblichen Sohn Gottes. Das Neue Testament ist ihnen unbekannt, wie aufgrund ihrer selbstgewählten Isolation überhaupt alle Ereignisse auf der Erde seit ungefähr dem Jahre 50 n. Chr.
Mehr als die Hälfte des Romans handelt davon, wie die Mannschaft der Aries, der mit der Zeit gestattet wird, sich in der Kuppel frei zu bewegen, nach und nach mit den religiösen Lehren der Marsianer vertraut gemacht wird. Mit der Zeit wird immer deutlicher, dass Jesus angeblich persönlich, als Mensch aus Fleisch und Blut, unter den Marsianern lebt. Als sich dieser im Rahmen einer öffentlichen Zeremonie den Raumfahrern zeigt und dabei anscheinend Wunder wirkt, stürzt dies alle vier Besatzungsmitglieder in eine Glaubenskrise. Letztlich ist Jesu Präsenz für sie so überwältigend und überzeugend, dass Orme, Bronski und Shirazi zum marsianisch-messianischen Judentum konvertieren – nur die Atheistin Danton, die sich auch ihrem Liebhaber (bzw. Ehemann, da die konservativen Marsianer ihre Heirat verlangt hatten) Shirazi entfremdet hat, kann sich mit der anscheinenden Umstürzung ihrer Überzeugungen nicht abfinden und begeht Suizid. Dank der fortgeschrittenen Medizin der Krsh kann sie wieder zum Leben erweckt und körperlich wiederhergestellt werden, hat aber einen großen Teil ihres Gedächtnisses verloren. Auch Jesus habe nicht mehr tun können, so die Krsh – er könne zwar Wunder wirken, aber „nur der Schöpfer selbst“ hätte ihr das Gedächtnis zurückgeben können. Diese eingeschränkte Macht Jesu entspricht auch seinen eigenen Aussagen beispielsweise in einem Dialog mit Orme. Jesus selbst erklärt, in seiner Zeit auf der Erde auf das Wirken von Wundern verzichtet zu haben.
Jesus lebt auf dem Mars einerseits in einem konventionellen Wohnhaus mit seiner Ehefrau Miryam, andererseits verbringt er auch viel Zeit im Atomreaktor der „Sonne“. In einem Gespräch mit dem innerlich zugleich konvertierten und weiterhin zweifelnden Orme verunsichert Jesus diesen weiter, indem er eine rationale Erklärung seiner Anwesenheit und Macht als „Gedankenspiel“, vielleicht auch als Glaubensprobe präsentiert: Es könnte sein, dass die Krsh auf ihren Reisen unbemerkt ein neugieriges Energiewesen „eingefangen“ hätten, das Besitz von einem menschlichen Körper ergriffen habe. Wenn er dieses Energiewesen sei und dieses sich von Radioaktivität ernähren würde, könnte dies eine Erklärung dafür sein, dass er so viel Zeit im Reaktor zubringe.
Nachdem sich Jesus und die Marsianer umfassend über die Entwicklung der Erde in der Zeit ihrer Isolation informiert haben, entschließen sie sich, Kontakt zur Erde aufzunehmen, mehr noch: Jesus will als Erlöser zur Erde zurückkehren. Dies setzt er mit einer Flotte aus Krsh-Schiffen, die auf dem Mars verborgen waren, und in Begleitung der irdischen Raumfahrer auch in die Tat um. Den Bewohnern der Erde verspricht er die Heilung aller Krankheiten, Unsterblichkeit in ihrer körperlichen Form und für die fernere Zukunft auch die Auferstehung der Toten. Die Krsh-Schiffe verteilen auf der Erde kleine Maschinen, die eine als „Manna“ bezeichnete Substanz zur Speisung der Hungernden produzieren. Jesu Aktionen führen auf der Erde zu erheblicher Unruhe. Der Papst erklärt ihn zum Antichristen, Nationalstaaten protestieren gegen die Einmischung in ihre inneren Angelegenheiten, während ein Teil der Menschheit bereit ist, den Jesus vom Mars als ihren Erlöser anzunehmen und andere diese Vorstellung entschieden ablehnen.
Richard Orme selbst ist immer noch von Zweifeln geplagt und fragt sich auch, ob es sich bei Jesus nicht um den Antichristen handeln könnte. Er fasst den Plan, bei der Landung Jesu in Israel ein Attentat auf ihn zu verüben. Bevor er dies in die Tat umsetzen kann, wirft er sich reflexartig in die Bahn einer Handgranate, die von einer anderen Attentäterin auf Jesus geworfen wird. Nach der Explosion kommt er anscheinend unversehrt zu sich – Jesus hat ihn wiederbelebt und vollständig wiederhergestellt, wie er auch andere Attentäter von den Toten auferweckt hat. Der Roman endet damit, dass Jesus Orme (dessen Absichten ihm bekannt waren) und den anderen Attentätern vergibt und mit seinen Begleitern nach Jerusalem aufbricht.

## Rezeption
Darrell Schweitzer hielt in Science Fiction Review die Ausgangslage und die rätselhafte Gestalt Christi für bemerkenswert; den menschlichen Figuren fehle es jedoch an Lebendigkeit. Farmer sei in der Lage, einen „erstklassigen“ Roman zu schreiben, habe das in diesem Fall aber nicht getan. Jesus on Mars sei damit zwar unterhaltsam („fun“), aber keine Glanzleistung.
James Patrick Kelly kam in Science Fiction & Fantasy Book Review zu einem ähnlichen Schluss wie Schweitzer: Farmer habe das Rohmaterial für einen guten Roman zusammengetragen, das „Produkt“ aber nicht fertiggestellt. Kelly kritisierte den „statischen“ Mittelteil des Romans zwischen den schnellen Entwicklungen des Beginns und des Endes, in dem den Astronauten die marsianische Kultur erklärt wird. Spannung weiche der Langeweile schon lange bevor Jesus nach zwei Dritteln des Romans erscheine. George H. Scheetz vertrat in der gleichen Ausgabe der Science Fiction & Fantasy Book Review die abweichende Meinung, dass Farmer in diesem Buch auf der Höhe seiner erzählerischen und philosophischen Kunst sei; es habe einen Hugo Award verdient. Ein wiederkehrendes Thema im Werk Farmers sei der Trickster; in Jesus on Mars präsentiere Farmer den Lesern mit Jesus den „raffiniertesten in einer langen Reihe von Trickstern“.
Ähnlich wie Scheetz nimmt Edgar L. Chapman in The Magic Labyrinth of Philip José Farmer Bezug auf die Figur des Tricksters. Chapman übernimmt die von Jesus im Roman „hypothetisch“ präsentierte mögliche Erklärung seiner Natur als außerirdisches Energiewesen, das in der jüdisch geprägten Marsgesellschaft die Gelegenheit wahrgenommen hat, zu Jesus zu werden, und bezeichnet ihn damit als den „ultimativen Trickster-Helden auf einer Mission, die Menschheit vor sich selbst zu erretten“. Bemerkenswert sei, dass Farmer in Jesus on Mars die Wiederkunft Christi nicht apokalyptisch schildere. Das Buch stehe damit in der amerikanischen Tradition „messianischer Fabeln“ wie A. E. van Vogts Slan und Robert A. Heinleins Fremder in einer fremden Welt. Farmers Geschichte stehe jedoch der christlichen Tradition näher als diese und sei in ihrem ethischen Bewusstsein bedeutend differenzierter.

## Ausgaben
Erstausgabe:
- Jesus on Mars. Pinnacle Books, Los Angeles 1979, ISBN 0-523-40184-1.

Deutsche Ausgabe:
- Der Erlöser vom Mars. Übersetzt von Verena C. Harksen. Knaur, München 1984, ISBN 3-426-05777-8.

Der Roman wurde in mehrere weitere Sprachen übersetzt, unter anderem 1981 ins Französische (Un martien nommé Jésus), 1984 ins Italienische (Cristo marziano) und 1992 ins Polnische (Jezus na Marsie).